# Wieża Żonqor
Wieża Żonqor (malt. Torri taż-Żonqor, ang. Żonqor Tower), pierwotnie znana jako Torre di Zoncol - była to mała wieża strażnicza na Żonqor Point, w granicach Marsaskala na Malcie. Została zbudowana przez Zakon Maltański w roku 1659 jako jedenasta z wież de Redina, w pobliżu lub w miejscu średniowiecznego posterunku obserwacyjnego. Wieża, na równi z wieżą św. Tomasza, strzegła wejścia do Marsaskala Bay. Została zburzona przez Brytyjczyków w roku 1915, aby oczyścić pole ognia dla nowszych fortyfikacji.

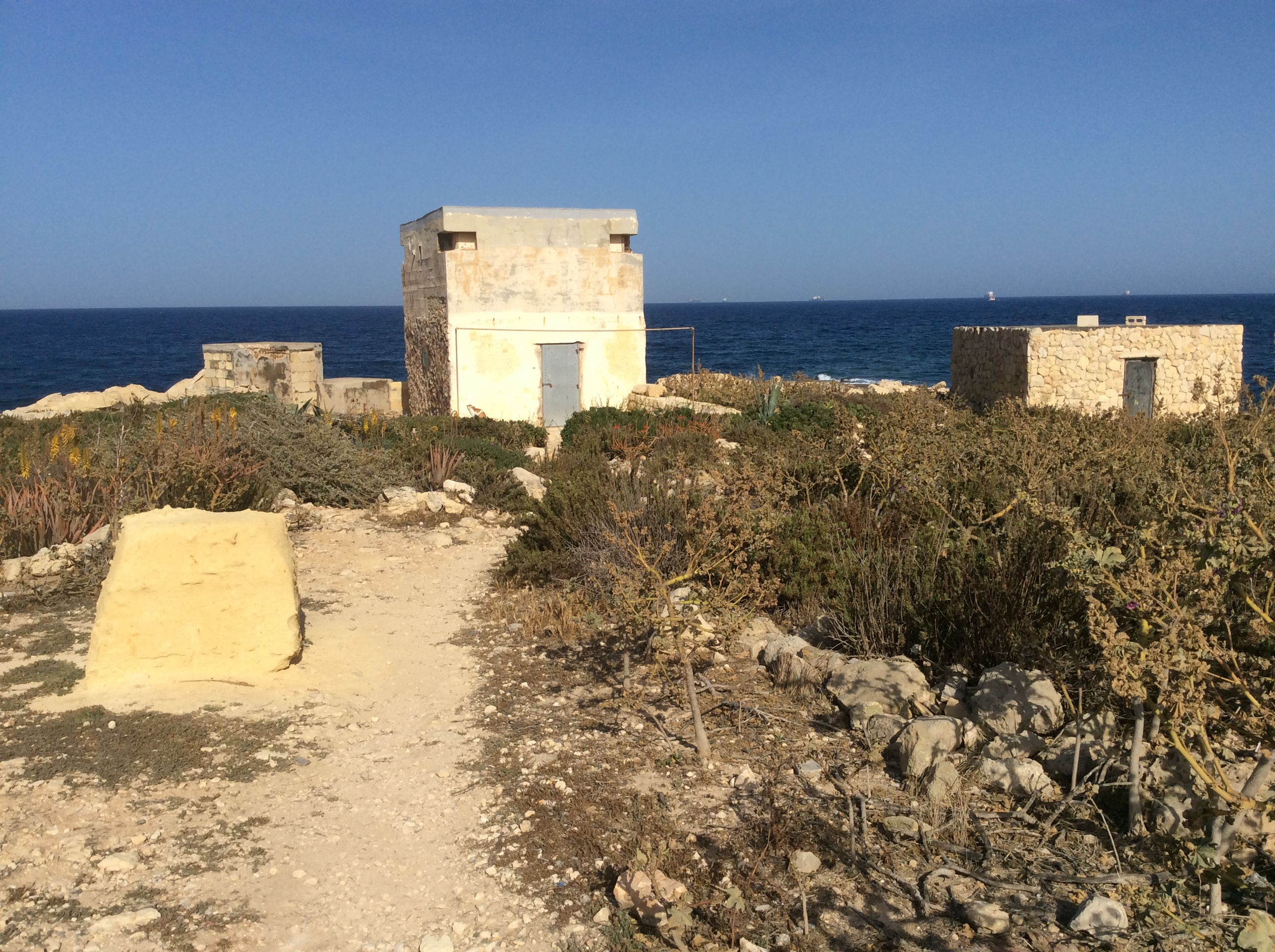
Miejsce, gdzie stała wieża Żonqor, teraz zajęte przez pillbox

Teraz miejsce po wieży Żonqor zajmuje schron bojowy (pillbox) z okresu II wojny światowej.